# Коцейовский, Александр Леопольдович
Коцейовский, Александр Леопольдович (2 (14) января 1887 года, Чернигов, Российская империя — 16 января 1919 года, станция Знаменка, Украинская Народная Республика) — русский историк и филолог, египтолог, специалист по истории древнеегипетской религии. В дореформенной орфографии «Коцѣіовскій», а во многих пореформенных изданиях «Коцеиовский».

## Биография
Родился в семье присяжного поверенного. Гимназическое образование получил в Киеве 1896—1900 и Санкт-Петербурге 1900—1906. Поступил в Санкт-Петербургский Императорский университет на историческое отделение историко-филологического факультета. Коцейовский работал под руководством Ф. Ф. Соколова, Э. Д. Гримма, С. А. Жебелёва, Б. А. Тураева и П. К. Коковцова. Окончив университет в 1910 году был оставлен Б. А. Тураевым на кафедре всеобщей истории. После сдачи магистерских экзаменов 1913 году был командирован в Берлин, где занимался египтологией у Адольфа Эрмана и Георга Мёллера, а также ассириологией и древнееврейский языком у Германа Штрака. Первая мировая война застигла его в Германии и он вернулся в Россию. В 1915 году был принят в число приват-доцентов Императорского Новороссийского университета в Одессе. В 1918 году получил звание штатного доцента. Скончался в 1919 году от тифа.

## Научная работа
Преподавал в Новороссийском университете. Занимался востоковедением, в частности, коптскими историей и языком. В 1913 году опубликовал работу «Призывания Исиды и Нефтиды». В 1915 году в своей пробной лекции  высказывал идеи о связи монотеизма Эхнатона с монотеизмом Моисея (лекция не была опубликована в письменном виде — о ней упоминает только В. В. Струве в своей брошюре посвященной изучению возможности исхода евреев из Египта). В 1917 году выполнил единственный до сих пор русский перевод «Текстов пирамид», снабдив их подробным предисловием и защитил на эту тему магистерскую диссертацию в 1919 году в Харьковском университете. Учёный планировал посвятить «Текстам пирамид» шесть томов, но смерть прервала его работу.

## Основные труды
- Коцейовский А. Л. Иератическая часть Берлинского папируса 3008. Призывания Исиды и Нефтиды // Записки классического отделения Русского археологического общества. 1913. — Т. VII. — С. 133—187. (вступительная статья и перевод)
- Коцейовский А. Л. Славословие Осирису Перевод. // Древний мир. Изборник Часть I. Восток / Под. ред. Б. А. Тураева и И. Н. Бороздина — М., 1915 — С. 1—2.
- Коцейовский А. Л. Тексты Пирамид. Т. 1 — Одесса, 1917 —160 с.
- Тексты Пирамид / Под общ. ред. А. С. Четверухина. — СПб.: Журнал «Нева»; «Летний сад», 2000. — 464 с. (переиздание книги А. Л. Коцейовского «Тексты Пирамид. Т. 1» с приложениями)